# Đớp ruồi họng hung
Ficedula strophiata là một loài chim trong họ Muscicapidae.

## Tham khảo

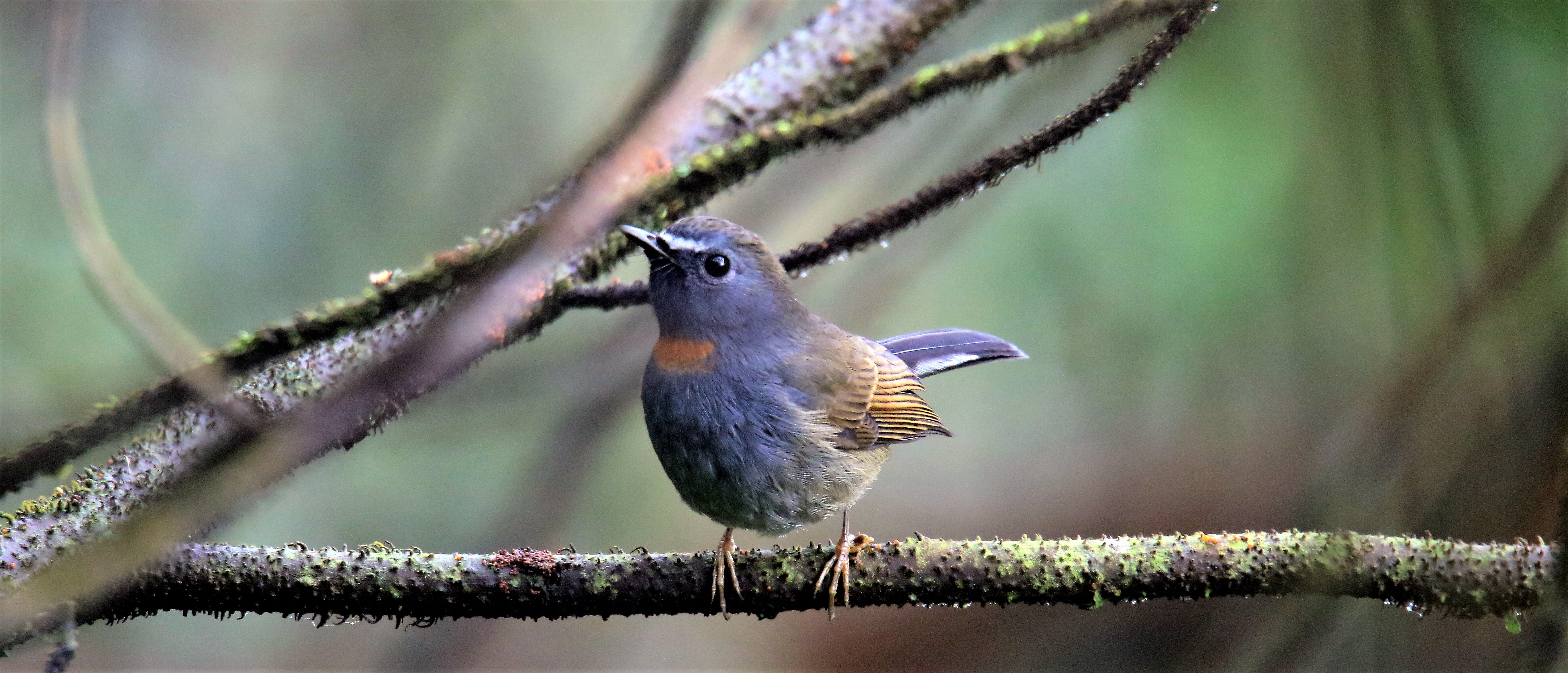
Đớp ruồi họng hung